# Stefan Köhler (Politiker)

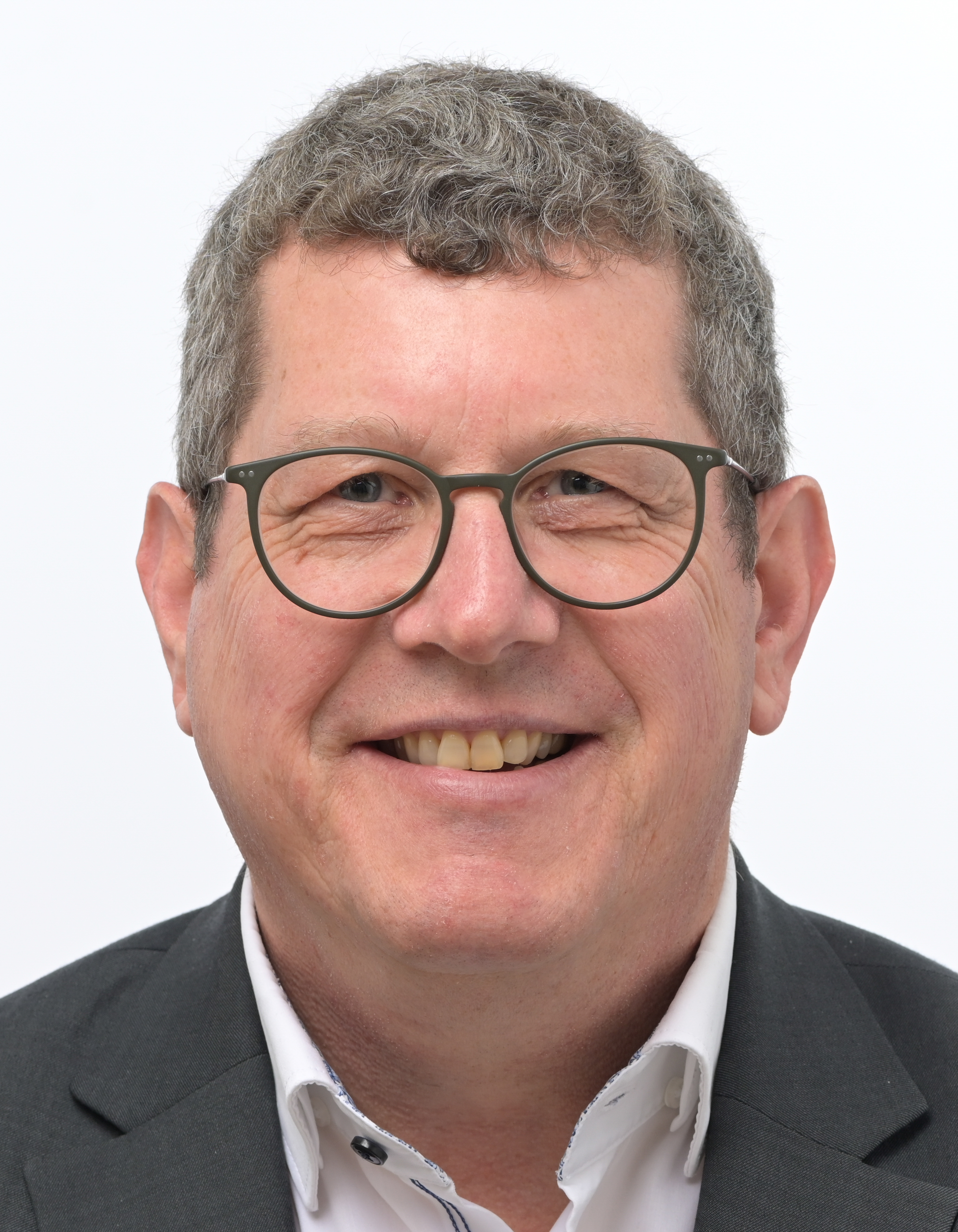
Stefan Köhler (2024)

Stefan Heinz Andreas Köhler (* 24. September 1967 in Aschaffenburg) ist ein deutscher Agraringenieur und Politiker (CSU). Er erhielt bei der Europawahl 2024 ein Mandat im Europäischen Parlament.

## Leben
Köhler lebt in Wiesen (Landkreis Aschaffenburg). Er ist verheiratet und hat zwei Kinder. Von 1987 bis 1991 absolvierte er ein Studium der Agrarökonomie an der damaligen Fachhochschule Weihenstephan mit Abschluss als Diplom-Agraringenieur. Seit 1992 leitete er einen Einzelbetrieb und seit 1994 betrieb er Ackerbau in Kooperation. Zusätzlich arbeitete er zwischen November 1991 und Mai 1992 beim Institut für ländliche Strukturforschung in Frankfurt am Main und zwischen Juni und September 1992 beim Amt für Landwirtschaft in Aschaffenburg. In den Jahren 1996 und 1997 war er beim Kuratorium für Technik und Bauwesen in der Landwirtschaft e.V. in Darmstadt tätig, während er von 1997 bis 2003 als Berater im Wasserschutzgebiet der Stadtwerke Aschaffenburg für ein Ingenieurbüro arbeitete.

## Politische Laufbahn
Köhler ist seit 2002 Ortsobmann des Bauernverbandes in Wiesen und Kreisobmann in Aschaffenburg. Zwischen 2007 und 2017 amtierte er als stellvertretender Präsident des Bauernverbandes Unterfranken, bis er 2017 zu dessen Präsidenten aufstieg. Durch dieses Amt ist Köhler auch Mitglied der Präsidentenkonferenz des bayerischen Bauernverbandes.
Bei der Europawahl 2024 wurde Köhler auf Listenplatz 6 der bayerischen CSU-Liste ins Europäische Parlament gewählt.

## Mitgliedschaften und weitere Ämter
- Stiftungsrat der Stiftung Bayerischer Naturschutzfonds
- Naturschutzbeirat des Bayerischen Staatsministeriums für Umwelt und Verbraucherschutz, Regierung von Unterfranken, Kreis Aschaffenburg
- Forschungsbeirat des Bayerischen Staatsministeriums für Ernährung, Landwirtschaft, Forsten und Tourismus
- Präsidium der Akademie für Naturschutz und Landschaftspflege
- Jagdbeirat der Regierung von Unterfranken, Kreis Aschaffenburg
- Vorstand der Bayerischen Kulturlandstiftung
- Vorstand des Landschaftspflegeverbandes Aschaffenburg
- Vorstand von "Grünland Spessart e.V."
- Vereidigter Bodenschätzer beim Finanzamt Aschaffenburg
- Berichterstatter beim Statistischen Landesamt
- Vorsitzender der Katholischen Dorfhelferinnen und Betriebshelfer (KDBH) Aschaffenburg
- Widerspruchsausschuss und stellvertretendes Mitglied im Pflanzenbauausschuss der Sozialversicherung für Landwirtschaft, Forsten und Gartenbau (SVLFG)
- Vorsitzender des Aufsichtsrats der Agrokraft GmbH
- Ehrenamtlicher Richter am Finanzgericht Nürnberg[3][4]